# Evenlode (rivière)
L'Evenlode est une rivière d'Angleterre et un affluent gauche du fleuve la Tamise.

## Géographie
De 72 km de longueur,,,, il prend sa source près de Moreton-in-Marsh dans les Cotswolds au Gloucestershire, coule vers le sud-est en passant près de Stow-on-the-Wold, Bladon, Eynsham, et sa vallée est à l'origine du tracé de la partie sud de la ligne des Cotswolds. La rivière Evenlode traverse de nombreux villages et villes dans l'Oxfordshire, comme Ascott-under-Wychwood, Ascott Earl (où, sur les berges de la rivière, se trouvent les vestiges d'une motte castrale), Chadlington, Charlbury et Cassington,. La rivière se jette dans la Tamise plusieurs kilomètres en aval de Cassington. La rivière est en grande partie une propriété privée, utilisée pour la pêche et autres activités de loisirs les bateaux à moteur ne sont pas autorisés sur la rivière. Hilaire Belloc a célébré la rivière dans quelques-uns de ses poèmes..

## Affluents
- River Glyme (en) (rg[note 1])[9][7]

## Hydrologie
Son module est de 3,70 m3/s à Cassington Mill
Son régime hydrologique est dit pluvial océanique.